# Clément Janequin
Clément Janequin (Châtellerault, blizu Poitiers, 1485.  – 1558. Pariz) francuski skladatelj renesanse. 
Bio je jedan od najpoznatijih skladatelja popularne šansone čitave renesanse. Nikad nije imao poziciju u katedrali ili aristokratskom dvoru, umjesto toga imao je seriju minornih zaposlenja, često s važnim zaštitnicima. Bio je svećenik, i stalno se žalio kako nema novca. 